# De leeuw van Vlaanderen
De leeuw van Vlaanderen (oorspronkelijk: De Leeuw van Vlaenderen of de Slag der Gulden Sporen) is een historische roman geschreven door de Vlaamse schrijver Hendrik Conscience in 1838. Het boek vertelt het verhaal over de Guldensporenslag in 1302. Conscience werd hoogstwaarschijnlijk geïnspireerd tot het schrijven van het boek na het zien van het schilderij De Slag der Gulden Sporen van Nicaise De Keyser.
In De leeuw van Vlaanderen beschrijft Conscience de Guldensporenslag die hij als achtergrond gebruikt om de liefdesavonturen te schetsen van Machteld, de dochter van Robrecht III van Béthune met ridder Adolf van Nieuwlandt. Conscience werd vaak verweten dat hij in zijn boek een loopje nam met de geschiedenis. Zo verschijnt Robrecht III van Béthune in het boek als redder van het Vlaamse leger op het slagveld terwijl hij in werkelijkheid in Franse gevangenschap verbleef. Conscience had nochtans een twintigtal historische bronnen geraadpleegd, de plaats van de slag zelf verkend en deskundigen in middeleeuwse geschiedenis om advies gevraagd. Hij liet zich echter misleiden door foutieve informatie die hij in middeleeuwse kronieken aantrof. Volgens Conscience mocht Robrecht tot tweemaal toe zijn gevangenis in Bourges verlaten, omdat de kastelein hem waardeerde om zijn successen toen hij in Italië voor Frankrijk streed. De eerste keer werd hij vervangen door Adolf van Nieuwlandt en wist hij zijn dochter Machteld uit handen van de Fransen te redden. De tweede keer verscheen hij als de gulden ridder met een rood kruis op de borst om de Vlamingen in de slag bij Kortrijk aan de overwinning te helpen. Ook de edelman Diederik de Vos speelt bij Conscience een belangrijke rol: hij weet zich te vermommen als pelgrim en monnik en cruciale informatie door te spelen. De Franse koningin en echtgenote van Philippe le Bel, Johanna van Navarra wordt door Conscience gezien als de kwade genius achter zijn spilziek beleid en dwingelandij. 'Ende si beval heuren ooms (Robert d'Artois) dar men alle de sueghen van Vlaenderen hare borsten afsnyden en al huere verckenen met sweerden duerspeten soude, dat waren die vrauwen en kinderen, ende die mans alle dootslaen, dewelcke si hiet die honden van Vlaenderen' (Die excellente Cronike). 'Deze schandelijke woorden door een Koningin, door een vrouw gesproken, zijn, ten bewijze harer wreedheid in de Kronieken bewaard.'

## Franse en Vlaamse legers

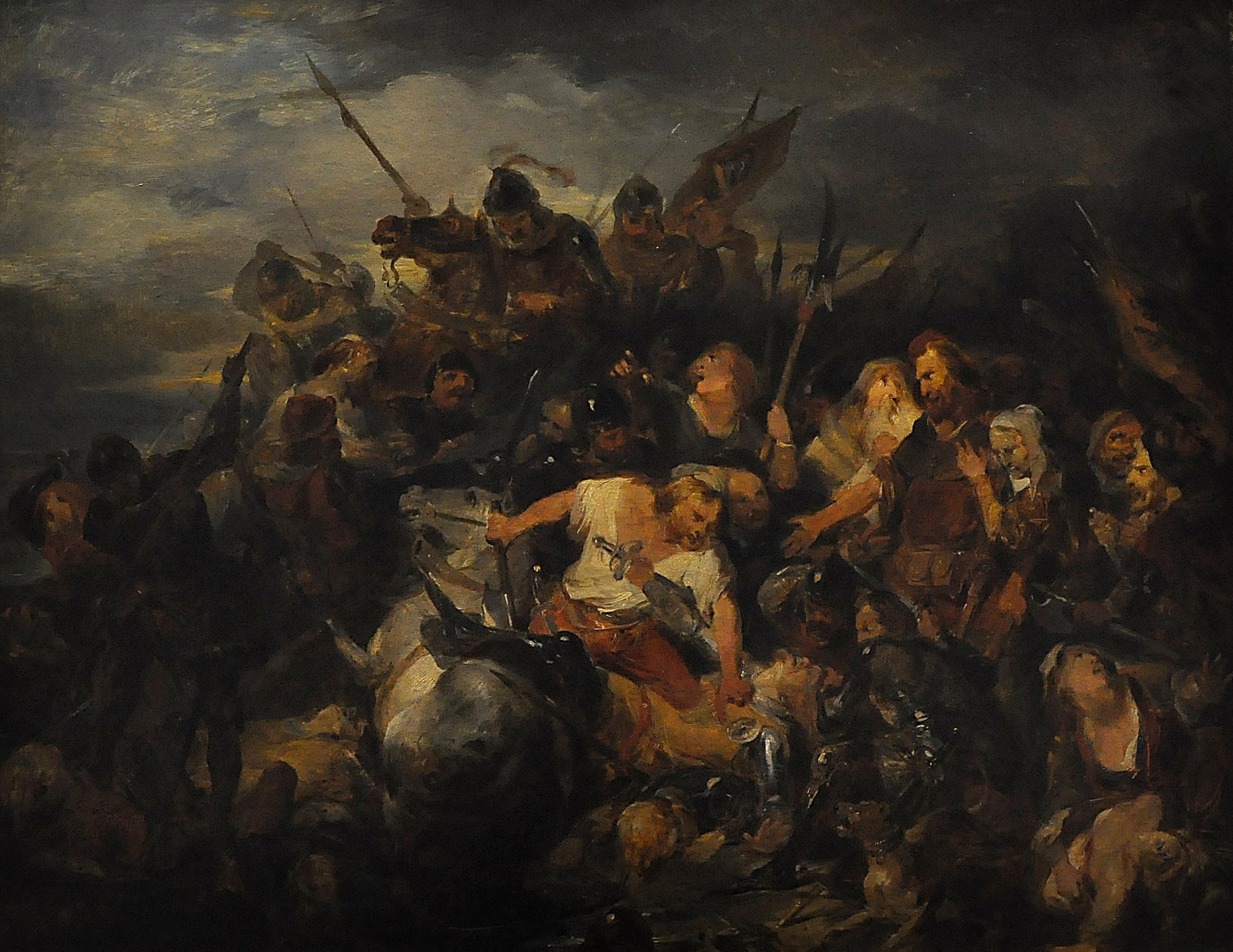
Een voorstudie van 1836 van De slag der Gulden Sporen van Nicaise De Keyser in het museum Kortrijk 1302

Volgens Conscience was het Franse leger 'boven de zestigduizend man sterk' en bestond het Vlaamse leger uit dertigduizend man.
De Fransen werden aangevoerd door de graaf van Artois, die Sigis, de koning van Melinde en Balthazar, de koning van Majorca bij zich had. De graaf voerde 5000 ruiters en 16000 'voetgangers' (uit Gascogne, Languedoc en Auvergne) aan. Jaques de Chatillon had 3200 'soldeniers te paard' te leiden, Guy de St.-Pol 3400 ruiters en 7000 man voetvolk, Renauld de Trie 3200 zware ruiters (vooral uit het 'Orléansgebied'), Rodolf de Nesle 700 edele ridders en 2000 ruiters, Louis de Clermont 3600 ruiters uit het koninkrijk Navarra, Graaf Jean d'Aumale en Ferry van Lotharingen elk 2700 ruiters en Jean de Barlas voerde de eerste 'bende' aan van 3000 dravers en 4000 te voet (uit het zuiden van Frankrijk, 'meer dan de helft waren Spanjaarden en Lombarden'). Daarnaast droeg Godfried van Brabant 500 paarden bij. Dat maakt 30.000 ruiters en 27.000 manschappen te voet.
De Vlamingen hadden 500 Naamse ruiters van de jonge Gwijde, 600 van graaf Jan van Namen, 4000 man van Pieter de Coninck, 12.000 van Jan Breydel, 400 Zeelanders van Jan III van Renesse, 500 Kasselse ruiters van Willem van Gulik, 5000 Gentenaren van Jan Borluut, 800 Zeelanders van Hugo van Arkel (die op het laatste moment overliep) en Arnold van Oudenaarde met 300 man, wat 24.100 man maakt. Maar er waren ook mannen uit Veurne en 'eenzame ridders' als Hendrik van Loncin uit Luxemburg, Goswyn van Goetsenhoven en Jan van Cuyck, 'twee edele Brabanders'.

## Status
Met het grote succes van De leeuw van Vlaanderen kreeg Conscience de titel "de man die zijn volk leerde lezen". Verder heeft dit boek sterk bijgedragen tot de Vlaamse bewustwording in de 19de eeuw en de groei van de Vlaamse Beweging tot in 20e eeuw en daarna.
Bob De Moor bewerkte het boek in 1949-1950 tot een stripverhaal. Ook in De Rode Ridder-stripreeks is het album De leeuw van Vlaanderen (1984) op Conscience's roman gebaseerd. De roman werd ook in 1985 verfilmd door Hugo Claus en assistent-regisseurs Stijn Coninx en Dominique Deruddere, met in de hoofdrollen Jan Decleir, Julien Schoenaerts en Frank Aendenboom.